# Virginia Raggi
Virginia Raggi, født 18. juli 1978 i Rom er en italiensk advokat og politiker.
Som medlem af 5-stjerne bevægelsen blev hun valgt som borgmester i Rom i juni 2016, hvilket gjorde hende til den første kvinde og den yngste person til at besætte denne post.

## Professionel karriere
Hun er uddannet jurist fra universitetet i Rom og er specialist i forfatterrettigheder, intellektuelle rettigheder og ny teknologi.

## Politisk karriere
I 2011 tilsluttede hun sig 5-stjerne bevægelsen (M5S) og blev en del af bydelsrådet i municipio XIV (Rome). Hun var kommunalbestyrelsesmedlem og talsperson for 5-stjerne bevægelsen på Roms rådhus fra 2013 til 2015.
Virginia Raggi blev 5-stjerne bevægelsens kandidat til borgmesterposten i 2016, efter at have fået 1.360 stemmer ved sit partis primærvalg på internettet. Under sin kampagne har hun profiteret af at hun er et ubeskrevet blad i politik og den generelle utilfredshed med den kommunale administration, hvor valgperioderne har været præget af forøgelse af den kommunale gæld, men også af skandaler, der har involveret mafiaen, udbredt korruption, endeløse offentlige arbejder og systemets generelle dysfunktionalitet, herunder specielt byens affaldshåndtering.
Efter første valgrunde til kommunalvalget, den 5. juni 2016, opnåede hun 35,3 % af stemmerne mod 24,9 % til hendes modstander , Roberto Giachetti, der var kandidat for Partito Democratico. Derefter vandt hun anden valgrunde den 19. juni 2016, med 67,2 % af stemmerne.
Det klare flertal som hun opnåede overraskede såvel medier som de politiske analytikere.
Og det er i hvert fald første gang en kvinde besidder dette embede i Roms 2.700 års historie. Virginia Raggi er også den yngste person til at sætte sig i Roms borgmesterstol.
.

### Politisk ståsted
Virginia Raggi siger at hun er inspireret af økonomen Jeremy Rifkin arbejder i « The Third Industrial Revolution » :
| Citat | C’est cette vision de l’économie que nous voudrions proposer, une économie circulaire, une blue economy, sans déchets | Citat |
|       | |       |

.

## Privatliv
Hun er gift med et andet medlem af M5S, Andrea Severini, og hun er mor til en dreng, der er født i 2009.